# برولیانو
برولیانو (به ایتالیایی: Brogliano) یک کومونه در ایتالیا است که در استان ویچنزا واقع شده‌است.

## خصوصیات
برولیانو ۱۲ کیلومترمربع مساحت و ۳٬۵۰۹ نفر جمعیت دارد و ۱۷۲ متر بالاتر از سطح دریا واقع شده‌است.

## خواهرخوانده
شهر آیلا خواهرخواندهٔ برولیانو هست.